# Raduhn
Raduhn ist ein Ortsteil der Gemeinde Lewitzrand im Westen des Landkreises Ludwigslust-Parchim in Mecklenburg-Vorpommern.

## Geografie und Verkehr
Raduhn liegt etwas nordöstlich des Zusammenflusses der Müritz-Elde-Wasserstraße und des Störkanals im Landschaftsschutzgebiet Lewitz. Ein weiteres Fließgewässer ist der Raduhner Bach, der im früheren Gemeindegebiet in den Klinkener Kanal mündet. Große Teile des früheren Gemeindegebietes werden landwirtschaftlich genutzt. Es gibt aber auch kleinere Waldgebiete, wie die Ruscher Tannen. Höchste Erhebung im früheren Gemeindegebiet ist der Hohe Berg mit 61,9 m ü. NHN.
Raduhn liegt 15 Kilometer westlich von Parchim und 14 Kilometer südlich von Crivitz. Die Bundesstraße 321 verläuft nördlich der ehemaligen Gemeinde. Die Bundesautobahn 24 ist über die Anschlussstelle Neustadt-Glewe erreichbar.
Ortsteile der Gemeinde waren Raduhn und Rusch.

## Geschichte
Raduhn wurde im Jahr 1264 als Radun erstmals urkundlich erwähnt. Der Name stammt vom slawischen Wort radŭ für froh ab oder er wurde nach dem slawischen Lokator Radon oder Radun benannt Ort des Radon der Radun.
Rusch ist das niederdeutsche Wort für Schilf und Binsen und steht als Grund- bzw. als Bestimmungswort in den Flurnamen „Auf dem Rusch“ in Raduhn wie auch in Spornitz.
Zeitgleich mit der Kommunalwahl am 7. Juni 2009 schlossen sich die Gemeinden Raduhn, Matzlow-Garwitz und Klinken zur neuen Gemeinde Lewitzrand zusammen.

## Sehenswürdigkeiten

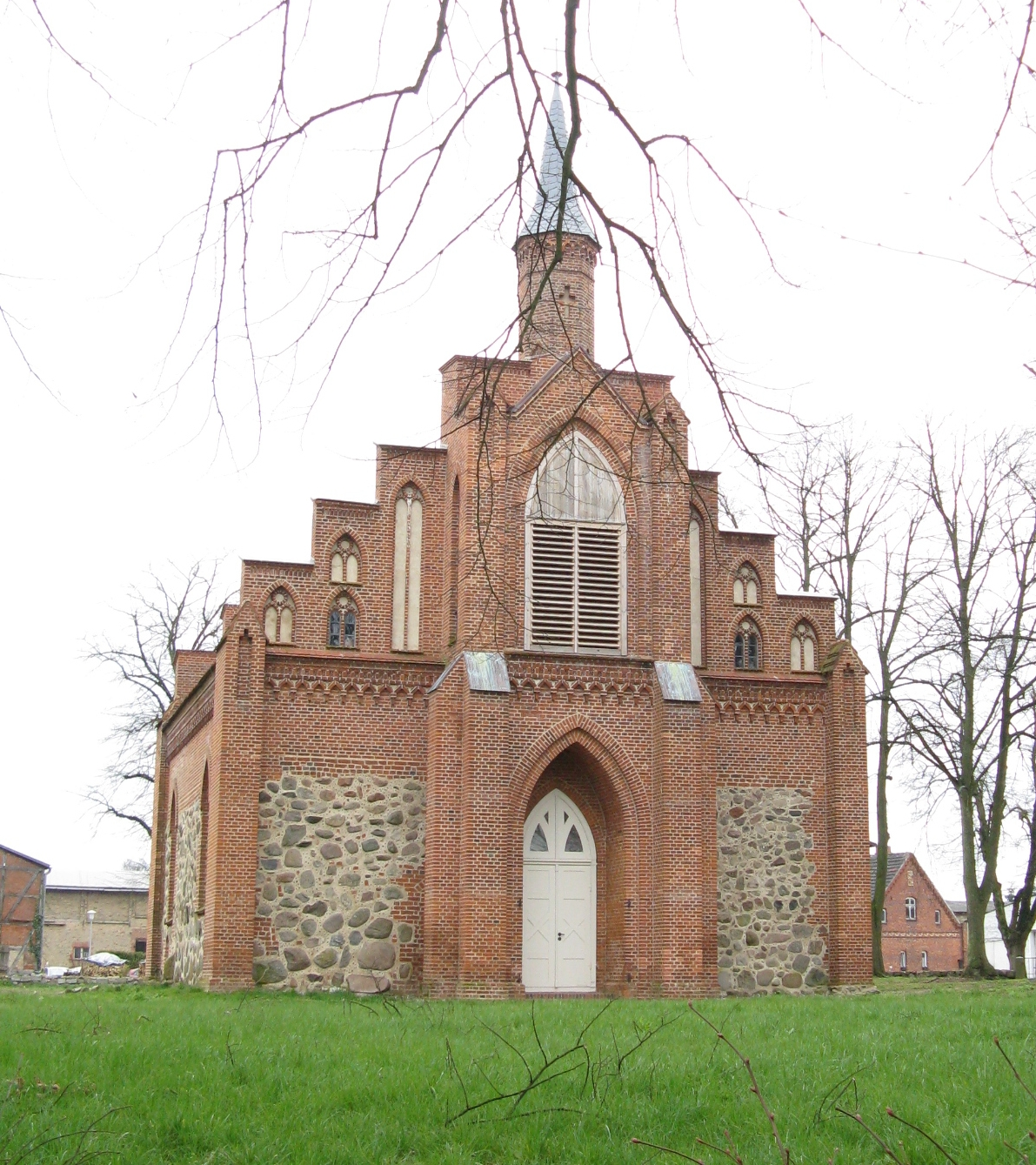
Dorfkirche Raduhn

- Dorfkirche (1859 im neugotischen Stil komplett umgebaut)